# Пе-Хор
Пе-Хор — додинастический фараон Верхнего царства Древнего Египта, царствовавший около 3064—3055 гг. до н. э. Упоминание о нём находится в нижней части Палермского камня. Также его имя было обнаружено на сосудах из Армант-Кустул.
Как следует из имени правителя, он, как и его предшественники и наследники, принадлежал к культу почитателей бога Хора. Пе-Хор — воздвигнутый (поставленный?) Хором.
Скорее всего имел культовое имя Хат-Хор (тело Хора). О жизни и деятельности ничего не известно. Похоронен в Абидосе.